# Monte Seorak
Il Monte Seorak o Seoraksan è la più alta cima dei Monti Taebaek nella Penisola coreana.

## Geografia
Con i suoi 1708 metri di altitudine Seoraksan si trova nella provincia di Gangwon nella Corea del Sud e, riferita invece alla "sola" Corea del Sud risulta la terza montagna più alta dopo il monte Halla nell'isola di Jeju e la montagna Jirisan.
Seoraskan fa inoltre parte di un parco nazionale vicino alla città di Sokcho. Questo parco (Seoraksan National Park) accoglie molti turisti nazionali e internazionali durante tutto l'anno anche se il miglior periodo per visitarlo è l'autunno.